# Marcel Bouret
Pour les articles homonymes, voir Bouret.
Marcel Bouret, né le 29 mai 1907 dans le 8e arrondissement de Paris et mort le 16 octobre 1986 à Sens, est un peintre et illustrateur français.

## Biographie
Frère jumeau de Germaine Bouret (1907-1953), il expose plusieurs tableaux au Salon des humoristes en 1929. 
Il est inhumé à Villemer.